# 平田謙吾
平田 謙吾（ひらた けんご、1955年1月23日 - 2013年5月17日）は日本のベーシスト。

## 人物
1979年、一風堂のメンバー（ベース担当）として「もっとリアルに」でデビューするが、まもなく脱退。その後は作曲家、音楽プロデューサーとして活動。
自身のブログで「自分は癌である」と公表しており闘病記を掲載していたが、2013年5月17日の自身のブログである「平田謙吾の気ままな独り言」によると、
```
「いつもブログをご覧の皆様へ　昨年春より、癌との闘いを懸命に続けてきたベーシストプレイヤー平田謙吾（作曲・アレンジ・プロデュース）が、5月17日午前9時永眠致しました。」
```

とされている。享年58歳。